# Marcelo Rubio
Marcelo Patricio Jorge Rubio (San Rafael, 10 de mayo de 1964) es un abogado y político argentino, perteneciente a la Unión Cívica Radical (UCR). Ocupa el cargo de Concejal y Presidente del Honorable Concejo Deliberante de la Ciudad de Mendoza desde el año 2023. 

## Biografía
Marcelo Rubio nació en San Rafael, Mendoza. En 1992 obtuvo el título de abogado de la Facultad de Ciencias Jurídicas y Sociales en la Universidad de Mendoza. Luego de graduarse fundó junto a otros colegas su propio estudio jurídico, RB&Asociados, desempeñándose como abogado especialista en derecho civil y comercial. Luego de graduarse realizó dos posgrados, uno en Políticas Públicas de la Universidad de Mendoza, y otro en Relaciones internacionales en la Universidad de Congreso de Mendoza.
En el año 1994 fue elegido como becario por la Fundación Universitaria del Río de la Plata (FURP) para participar del Programa de la Comunidad Europea sobre la Corte Internacional de Luxemburgo.

## Inicios en la política
Entre 1987 y 1989 fue asesor de la Presidencia Provisional del Senado, en ese entonces ocupado por Raúl Horacio Vicchi. Luego, en 1994, fue electo concejal por la ciudad de Mendoza. En el año 1999 ocupó por un año el cargo de asesor de la Subsecretaria de Vivienda de la Municipalidad de la capital.
Entre los años 1999 y 2003 se desempeñó como Asesor legal de la Intendencia de la ciudad de Mendoza, propuesto por el Ejecutivo Municipal y votado por unanimidad por el Concejo Deliberante. En 2007 fue electo nuevamente concejal por la ciudad de Mendoza, en el cual desempeñaría el cargo de Presidente del Consejo Deliberante entre el 2010 y 2012. En el año 2012 es reelecto como concejal.
En el año 2015 Marcelo dio el salto a la arena política provincial al ser elegido senador provincial, cargo por el que sería reelecto para un nuevo mandato en el año 2019. Actualmente es Presidente de la Comisión de “Legislación y Asuntos Constitucionales” de la Honorable Cámara de Senadores de la Provincia de Mendoza. Desde este cargo, se ha encargado de impulsar y defender varios proyectos de vital importancia para la gestión tanto del Gobernador Alfredo Cornejo como de su sucesor, Rodolfo Suarez. Entre ellos se pueden contar: la reforma de lay 3909 de procedimiento administrativo, el nuevo Código Procesal de Familia y Violencia Familiar, el Código Procesal Civil y Comercial de la provincia, la creación de la oficina de Conciliación Laboral, el nuevo Código de Faltas, la implementación del Juicio por Jurados en la justicia ordinaria de la provincia, la creación del Registro Provincial de Huellas Genéticas Digitalizadas, y el famoso programa de “Ficha Limpia”; entre otros.
Fue uno de los impulsores de la Ley de Oncopediatría, que convirtió a Mendoza en la primera provincia de Argentina en crear un programa provincial destinado al cuidado integral de Niños, Niñas y Adolescentes con cáncer. También estuvo detrás de defender la regulación de la producción y venta de la planta de Cannabis y de sus derivados para uso medicinal.
En el año 2022 fue de vital importancia para la sanción en el Senado del proyecto de Ley de Boleta única.
En el año 2023, es elegido como concejal y posteriormente como Presidente del Concejo Deliberante de la Ciudad de Mendoza.Ese mismo año, autopublica el libro "MDZA 15-23: Modelo para Exportar" coescrito junto con Franco Molinier. 

## Comisiones desempeñadas como Senador Provincial
| Comisión                                           | Cargo      |
| -------------------------------------------------- | ---------- |
| Legislación y Asuntos Constitucionales             | Presidente |
| Relaciones Internacionales, Mercosur e Integración | Miembro    |
| Recursos Hídricos                                  | Miembro    |

Senador Provincial Marcelo Rubio junto al entonces Gobernador Alfredo Cornejo.jpg

## Vida personal
Marcelo está casado y tiene tres hijos. Es fanático del club Boca Juniors. En el año 2018 publicó un libro titulado “Código de Contravenciones Provincia de Mendoza Ley Nº 9.099. Mendoza”, editado por Liberia Jurídica S.A.